# Rocas Jonassen
Die Rocas Jonassen sind eine Gruppe von Klippenfelsen im Antarctic-Sund vor der Nordspitze der Antarktischen Halbinsel. Sie liegen unmittelbar nördlich der Jonassen-Insel. 
Argentinische Wissenschaftler benannten sie in Anlehnung an die Benennung der benachbarten Insel. Deren Namensgeber ist Ole Jonassen (1874–unbekannt), ein Teilnehmer der Schwedischen Antarktisexpedition (1901–1903) unter der Leitung Otto Nordenskjölds.